# 2018年金馬創投會議
2018年金馬創投會議是在2018年11月13日至15日，於臺灣的臺北市舉辦。共有有來自臺灣、中國大陸、香港、澳門、新加坡、馬來西亞、美國、法國、荷蘭、羅馬尼亞等地電影企劃共361件報名，35件企劃案入選。

## 評審團
- 李遠：作家及編劇。
- 舒淇：演員。
- 利雅博：香港國際電影節總監。

## 入圍名單
以下電影企劃為入圍作品：
| 作品              | 導演           | 監製           | 製品           |
| ----------------- | -------------- | -------------- | -------------- |
| 《LOMA-我們的家》 | 黃惠偵         | 侯孝賢         | 陳璽文         |
| 《Miss Andy》     | 陳立謙         | 不適用         | 林心如、王禮霖 |
| 《人海同遊》      | 蔡杰           | 不適用         | 單佐龍         |
| 《女兒們的女兒》  | 黃熙           | 不適用         | 張筑悌、侯甫嶽 |
| 《仇討》          | 張展雄         | 陳慶嘉、柯星沛 | 詹子誼、詹于珊 |
| 《紙皮婆婆》      | 任俠           | 舒琪、吳凱恩   | 舒琪、吳凱恩   |
| 《林森北路》      | 馬志翔         | 李烈           | 林哲嶔         |
| 《主權》          | 巫俊鋒         | 不適用         | 許維文、黃俊翔 |
| 《濁水漂流》      | 李駿碩         | 不適用         | 文佩卿、鄧幗茵 |
| 《聽見歌在唱》    | 楊智麟         | 陳鴻元         | 詹子誼、詹于珊 |
| 《戰慄酒店》      | 王逸帆         | 李亞梅         | 謝宏立         |
| 《海龍改改》      | 黃士銘、趙大威 | 不適用         | 韓采君、王藝樺 |
| 《戰慄酒店》      | 王逸帆         | 李亞梅         | 謝宏立         |
| 《南巫》          | 張吉安         | 不適用         | 林乾峯         |
| 《下半場》        | 張榮吉         | 陳寶旭         | 陳寶旭、董鼎安 |

## 獎項
- 百萬首獎：《紙皮婆婆》[1]
- 台北文創劇作獎：《林森北路》
- CNC現金獎：《主權》
- 嘉映創投獎：《濁水漂流》
- 曼迦紀念獎：《聽見歌在唱》
- 華文創最具視野獎：《戰慄酒店》
- FPP MM2創意獎：《Miss Andy》
- 鏡文學劇本獎：《海龍改改》
- 中影電影開發基金：《戰慄酒店》
- 內容物數位電影獎：《南巫》
- WIP湯臣創意獎：《下半場》

## 外部連結
- 金馬創投會議（页面存档备份，存于）